# Franz Fuß
Franz Fuß (* 1745 in Beraun, Berauner Kreis, Königreich Böhmen; † 30. Juli 1805 ebenda) war ein böhmischer Landwirt, Ökonom und Geodät.

## Leben und Wirken
Fuß war Landwirt und als Ökonom und Geodät tätig. Er war wirkliches Mitglied und Sekretär der Oekonomisch-patriotischen Gesellschaft im Königreich Böhmen, Ehrenmitglied der Churfürstlich-sächsischen ökonomischen Gesellschaft in Leipzig und Bürger der Königsstadt Beraun. Bekanntheit erlangte er vor allem durch seinen 1788 in Dresden publizierten Versuch einer topographischen Beschreibung des Riesengebirges mit physikalischen Bemerkungen.

## Weitere Veröffentlichungen
- Unterricht zur Aufnahme, Eintheilung und Abschätzung der Wälder : für Forstbeamte und Förster im Königreich Böheim; Prag, 1794
- Der Baumgärtner oder Versuch über die beste Behandlung vorzüglich der veredelten Obstbäume, dann der wilden Waldbäume; Prag 1797
- Anweisung zur Erlernung der Landwirthschaft : für den zum Oberamtmann sich bildenden Wirthschaftsbeamten; Prag 1810

## Lustspiel
1775 veröffentlichte Franz Fuß in einem Wiener Verlag das Lustspiel 
- Der Schneider und sein Sohn (aufgeführt 1777 im Churfürstl. Theater zu München)